# Ocinebrina tracheia
Ocinebrina tracheia är en snäckart som först beskrevs av Dall 1919.  Ocinebrina tracheia ingår i släktet Ocinebrina och familjen purpursnäckor. Inga underarter finns listade i Catalogue of Life.